# Biosfärområdet Schorfheide-Chorin

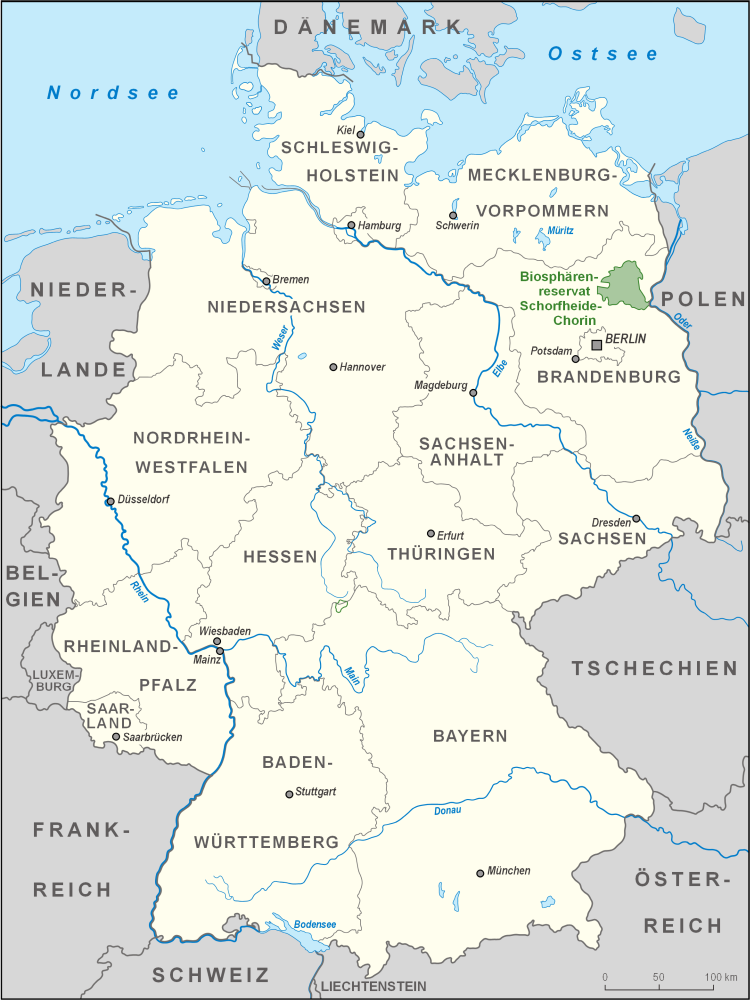
Lägeskarta

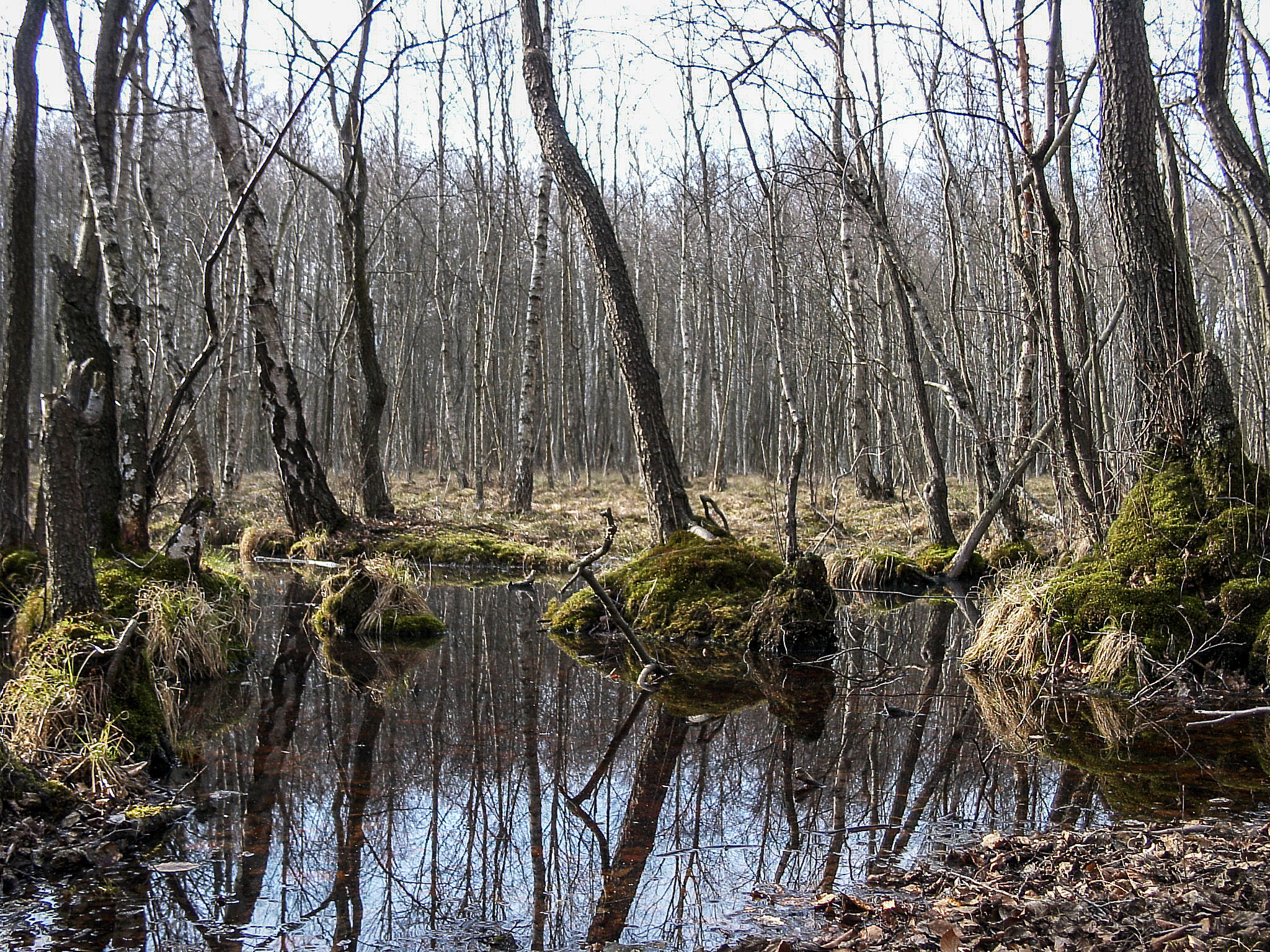

Biosfärområdet Schorfheide-Chorin ligger i nordöstra delen av det tyska förbundslandet Brandenburg och inrättades 1990. Området är 1 291 km² stort och sträcker sig över delar av följande distrikt: Uckermark, Barnim, Märkisch-Oderland och Oberhavel. Biosfärområdets kärnzon utgörs av den cirka 200 km² stora sammanhängande skogen Schorfheide som endast genomskärs av en historiskt värdefull väg med naturstenbeläggning.
Under medeltiden tillhörde stora delar av området klostret i Chorin. Schorfheide blev sedan ett populärt område för jakt för olika tyska makthavare som bedrev jakt här, exempelvis hade Hermann Göring en gård i Schorfheide. På grund av denna historia förblev stora delar av området orörda över flera årtionden.
Bredvid skogen finns ett vattenrikt kulturlandskap. Större vattendrag saknas och bara ett fåtal bäckar finns. Däremot har reservatet en mängd stående vattenansamlingar som insjöar, dammar, pölar och träsk. Landskapet skapades under senaste istiden som ändmorän.

## Flora
Skogens vanligaste träd är tallen, men som mer värdefulla betraktas öppna skogar med ek som används som betesmark. På vissa ställen står flera hundra ekar som är äldre än 250 år. Här finns även på vissa ställen köttätande växter av sileshårssläktet.

## Fauna
Bredvid de stora jaktviltsarterna kronhjort, vildsvin och rådjur lever bäver och utter i regionen. Dessutom finns populationer av kärrsköldpaddan och klockgrodan. Havsörn, fiskgjuse och mindre skrikörn ruvar i reservatet. I området finns även flyttfågeln trana som här tar en paus under flytten.